# Statue équestre de Charles Ier
La statue équestre de Charles Ier est une statue équestre, en bronze, de Charles Ier située à Charing Cross, au sud de Trafalgar Square, tournée vers Whitehall, à Londres. Elle est l'œuvre du sculpteur Hubert Le Sueur et serait datée de 1633.
Les distances calculées depuis Londres le sont à partir de cette statue : il s'agit donc du point zéro au Royaume-Uni.

## Historique
Première statue équestre érigée en Angleterre, « elle inaugure la série des statues royales que les sculpteurs français devaient dresser par la suite dans tant de capitales de l'Europe ».
Selon le professeur Richard L. Cleary, cette sculpture du roi d'Angleterre monté sur un cheval passageant (trois pattes au sol, l'antérieur droit seul relevé), revêtu d'une armure de Greenwich (en), tête nue, tenant le bâton de commandement dans sa main droite, les rênes dans sa main gauche, s'inscrit dans la tradition des statues équestres en bronze de l'Antiquité et pourrait être une copie de celle de l'empereur romain Marc Aurèle.
Depuis 1970, la statue est monument classé de Grade I.

## Galerie

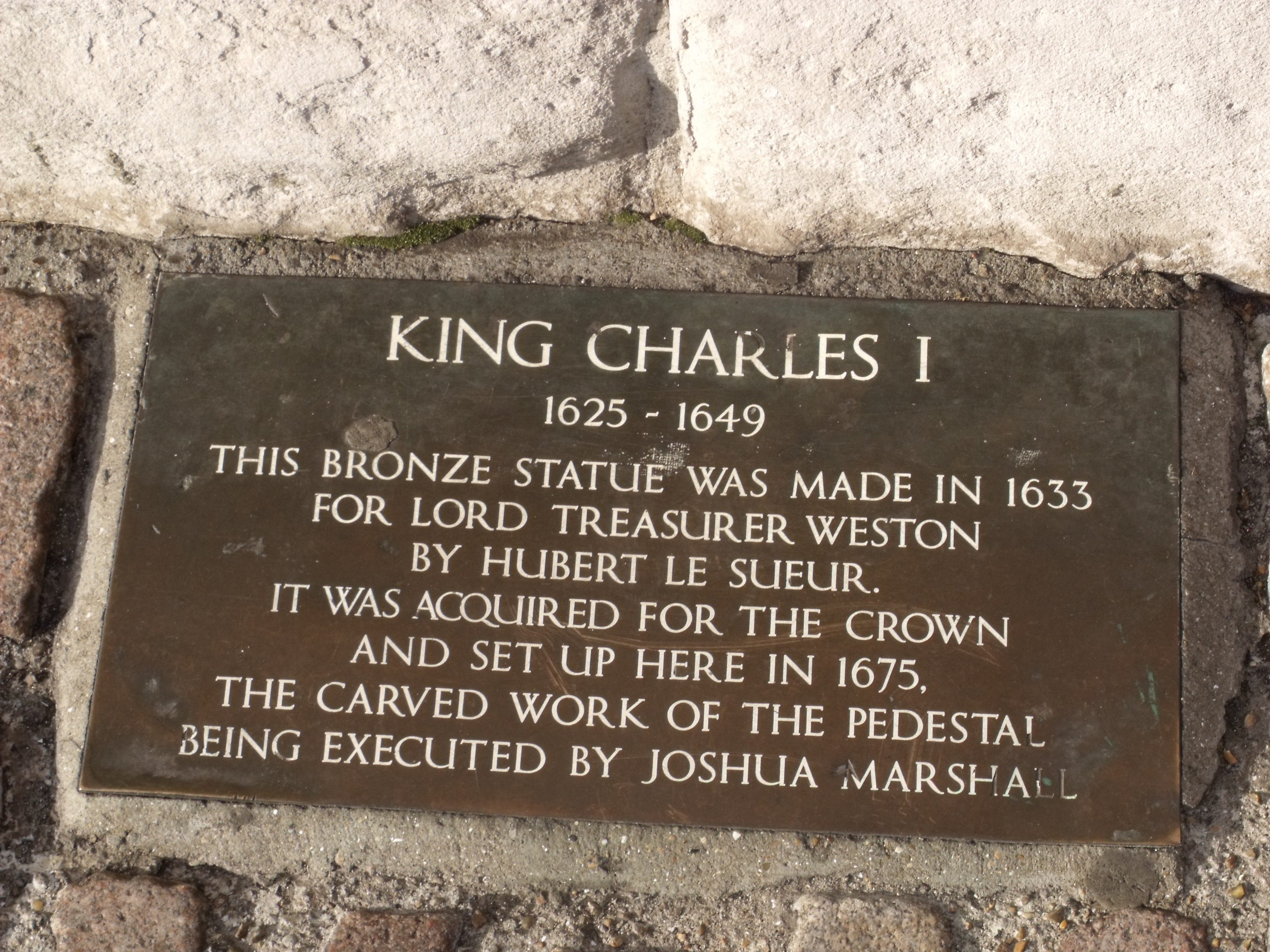
Plaque commémorative
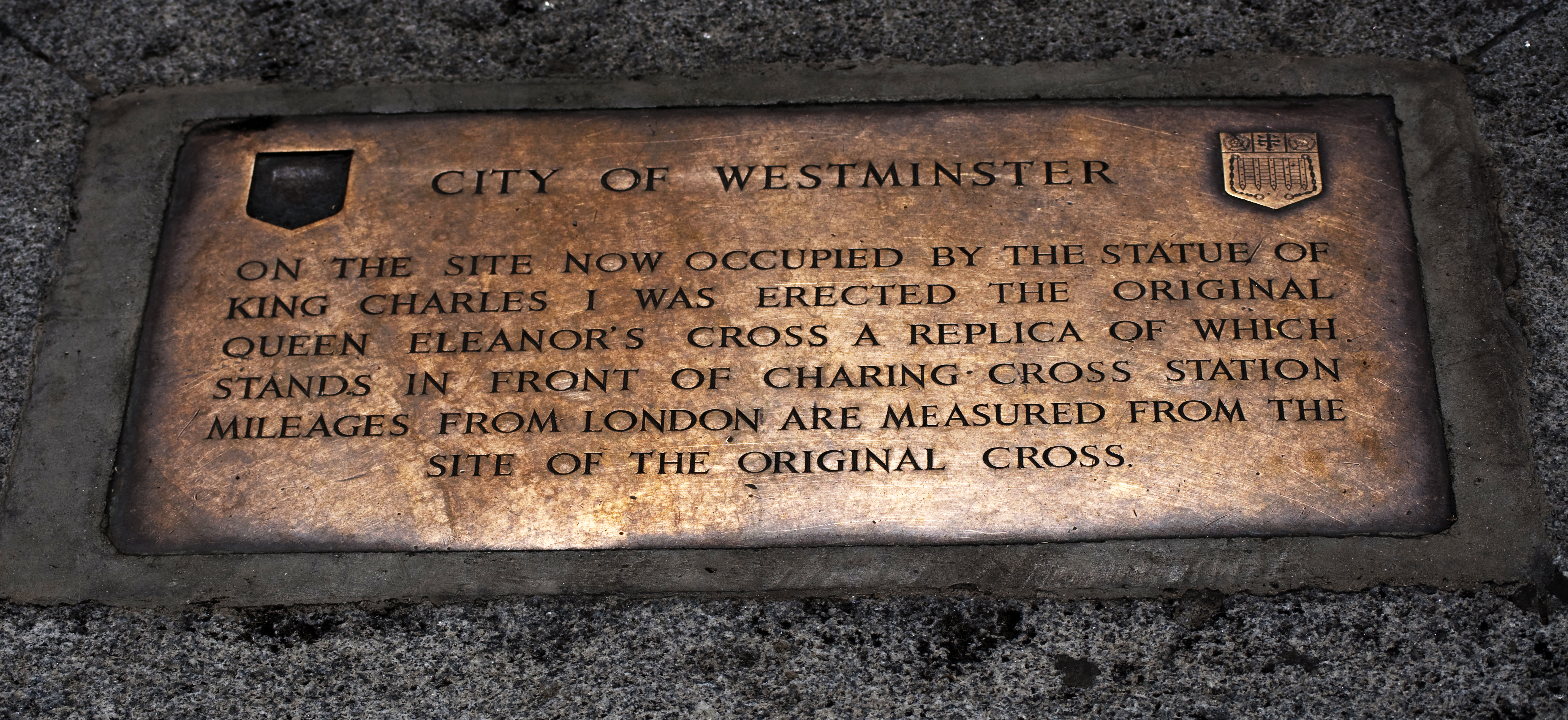
Plaque précisant le point zéro
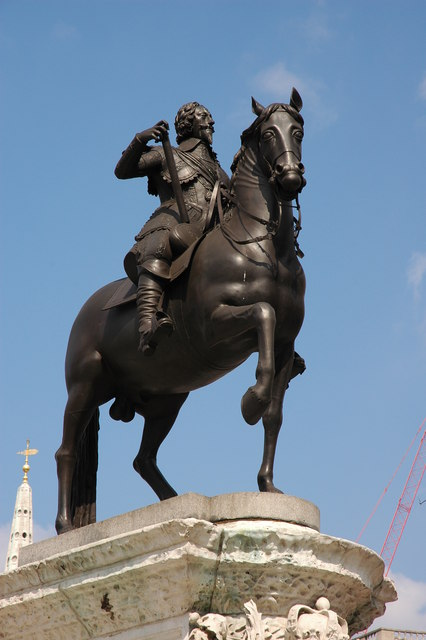
Charles Ier avec le bâton de commandement dans sa main droite
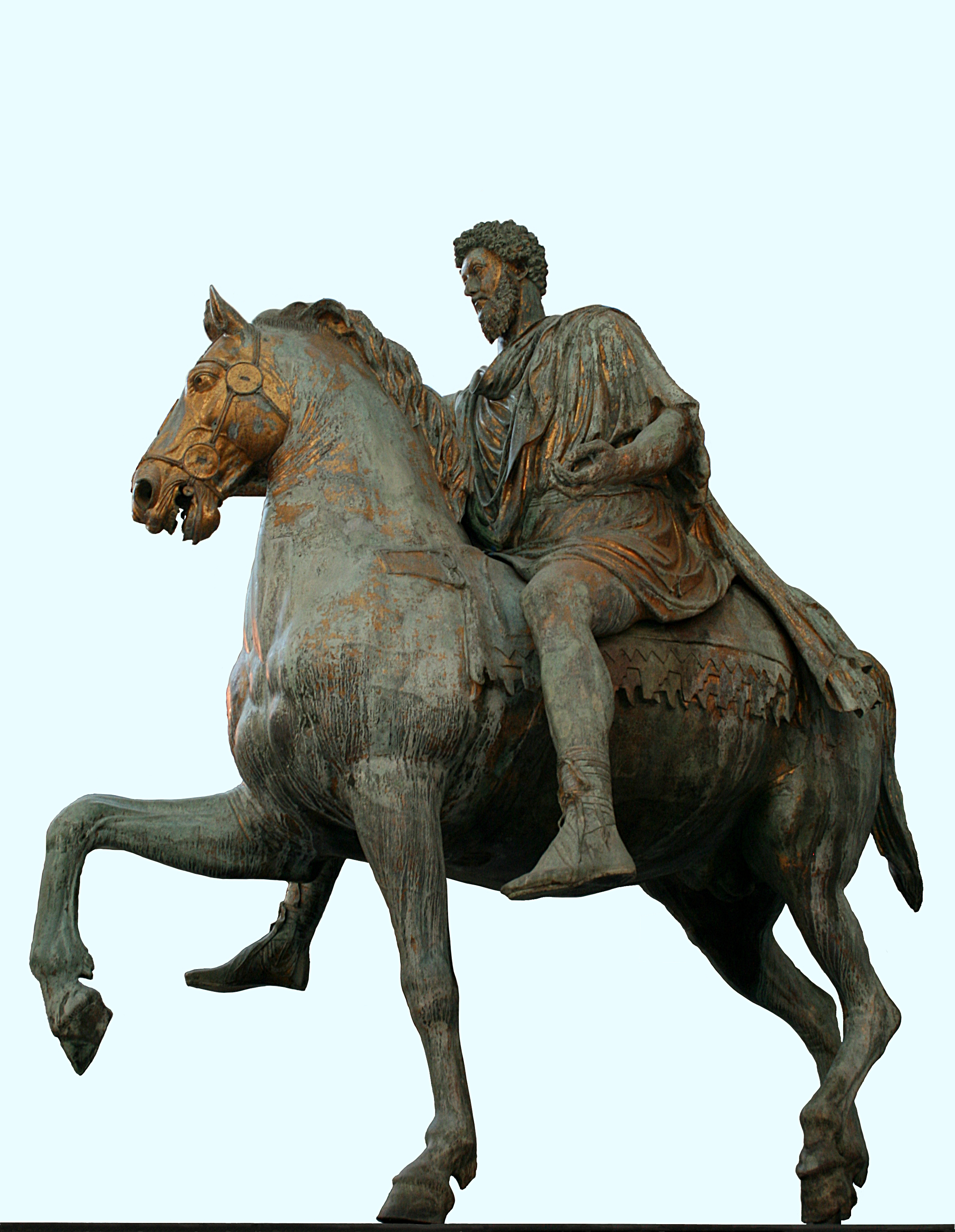
Statue équestre de Marc Aurèle